# Dave Blaney
David Louis "Dave" Blaney, född 24 oktober 1962 i Hartford Township i Trumbull County, Ohio, är en amerikansk racerförare i Nascar.
Hans bästa placering kom 2002 med en nittondeplacering i mästerskapet.

## Team

### Nascar Cup Series
- 1992 Hover Motorsports
- 1999–2001, 2004, 2006–2009 Bill Davis Racing
- 2002–2003 Jasper Motorsports
- 2004 Ultra Motorsports
- 2004–2005 Richard Childress Racing
- 2004 Roush Fenway Racing
- 2009–2010 Michael Waltrip Racing
- 2010– Tommy Baldwin Racing
- 2010 Front Row Motorsports
- 2011 Germain Racing
- 2012– Penske Racing
- 2014– Randy Humphrey Racing

### Nascar Xfinity Series
- 1998–2000 Bill Davis Racing
- 2001 Team Goewey
- 2002–2005 Marsh Racing
- 2004 FitzBradshaw Racing
- 2006–2009 Turner Motorsports
- 2009 MSRP Motorsports
- 2009 NEMCO Motorsports
- 2012– Penske Racing

### Nascar Gander Outdoors Truck Series
- 2004, 2007–2008 Bill Davis Racing
- 2013– Penske Racing